# Улитау (село)
Улита́у (каз. Ұлытау) — село, центр Улитауського району Улитауської області Казахстану. Адміністративний центр та єдиний населений пункт Улитауського сільського округу.
Населення — 2433 особи (2021; 2055 у 2009, 2605 у 1999, 3285 у 1989).
Національний склад станом на 1989 рік:
- казахи — 100 %.